# Бені (місто)
Бені (фр. Beni) — місто в провінції Північне Ківу Демократичної Республіки Конго.
Бені розташоване на захід від національного парку Вірунга і гір Рувензорі, на краю тропічного лісу Ітурі. У місті є ринок, аеропорт та християнський двомовний університет Конго (UCBC). У 2010 році населення міста за оцінками становило 95 407 осіб.
Місто було ареною запеклих боїв під час Другий конголезької війни в 2001 році.
У 2007 році мером міста став Жюль Мунгвана Касерека, оскільки колишній мер, Жюльєн Кахонгуа, став губернатором провінції Північне Ківу.
У місті розташовані кілька місій ООН.